# Hofanlage Lechterstraße 44
Die Hofanlage Lechterstraße 44 (Haus Maecker) in Berne-Hannöver stammt aus dem 19. Jahrhundert.
Aktuell (2023) wird sie als Wohnhaus mit Ferienwohnungen genutzt.
Die Gebäude stehen unter Denkmalschutz (siehe auch Liste der Baudenkmale in Berne).

## Geschichte
Die Hofanlage auf dem großen Grundstück an der Ollen besteht aus
- dem eingeschossigen giebelständigen Wohn- und Wirtschaftsgebäude wohl von um 1800 als Zweiständer-Hallenhaus in Fachwerk mit Steinausfachungen, reetgedecktem Krüppelwalmdach, Niedersachsengiebeln mit Uhlenloch und Pferdeköpfen, Wirtschaftsgiebel vorkragend auf profilierten Knaggen und mit Grooter Door mit Korbbogen,[2]
- der eingeschossigen giebelständigen verbohlten Fachwerkscheune aus der ersten Hälfte des 19. Jahrhunderts mit reetgedecktem Walmdach, Querdurchfahrt sowie einer Kübbung mit Steinausfachungen und Pultdach an der Schmalseite zur Straße,[3]
- dem Bauerngarten
- sowie weiteren nicht denkmalgeschützten neueren Nebenanlagen.

Das Landesdenkmalamt befand: „… geschichtliche Bedeutung … als beispielhafte Hofanlage aus der 1. Hälfte des 19. Jhs. …“